# Termitotrox vanbruggeni
Termitotrox vanbruggeni är en skalbaggsart som beskrevs av Jan Krikken 2008. Termitotrox vanbruggeni ingår i släktet Termitotrox och familjen Termitotrogidae. Inga underarter finns listade i Catalogue of Life.